# Borg (Rosche)
Borg ist ein Ortsteil der Gemeinde Rosche im niedersächsischen Landkreis Uelzen.

## Geografie und Verkehrsanbindung
Borg liegt nördlich des Kernortes Rosche an der Kreisstraße K 16. Nördlich verläuft die B 191 und südlich die B 493. Am nördlichen Ortsrand fließt der Borger Bach, der in die westlich vom Ort fließende Wipperau, einen rechten Nebenfluss der Ilmenau, mündet.

## Sehenswürdigkeiten
- Als Baudenkmal ist die Hofanlage mit Zufahrtsallee und Baumgruppe (Borg Nr. 1) ausgewiesen (siehe Liste der Baudenkmale in Rosche#Ehemalige Baudenkmale).
- Drei Stieleichen sind als Naturdenkmale ausgewiesen (siehe Liste der Naturdenkmale im Landkreis Uelzen, ND UE 00033 – ND UE 00035).